# Juanito Jones
Juanito Jones est une série d'animation franco-espagnole en 52 épisodes de 13 minutes créée par Gusti et Ricardo Alcantara. Elle est produite par Cromosoma et diffusée en Espagne sur Antena 3 depuis 2001.
En France, elle a été diffusée sur TF1 dans l'émission TF! Jeunesse du 30 juin 2003 au 19 janvier 2005, puis rediffusée sur Playhouse Disney et sur TiJi à partir de 2009. 

## Synopsis
Juanito Jones est un petit garçon de sept ans qui passe son temps à se réfugier dans ses aventures en rêveries en compagnie de son ourson en peluche "Grizzli" doué de parole ! Juanito parvient à se sortir de situations plus ou moins délicates dans chacune de ses histoires, tout en y apprenant de nouvelles leçons. 

## Fiche technique
- Titre original : Juanito Jones
- Titre français : Juanito Jones
- Création : Gusti et Ricardo Alcantara
- Société de production : Cromosoma
- Pays :  Espagne
- Langue : espagnol
- Nombre d'épisodes : 52 (1 saison)
- Durée : 13 minutes
- Dates de première diffusion :
  - Espagne : octobre 2001
  - France : 30 juin 2003

## Distribution

### Voix françaises
- Brigitte Lecordier : Juanito
- Mélody Dubos : Grizzly / Vanessa

## Épisodes
1. L'Horrible Tyran
2. L'Île mystérieuse de la tribu des ventres peints
3. Une épreuve compliquée
4. Complot
5. L'Horrible Géant
6. À la recherche de la précieuse coiffe
7. L'Énigme du vaisseau spatial
8. Le Capitaine Star
9. Le cirque part pour l'Ouest
10. La Disparition de Suzanne
11. À la recherche du Prince des ténèbres
12. Le Château du Prince des ténèbres
13. La Déesse de la rivière
14. Le Trésor du dragon
15. Un breuvage fatal
16. Un fantôme en chair et en os
17. Le Navire ennemi
18. Intrus sur la planète orange
19. Le Monstre des ténèbres
20. À la poursuite du Prince des ténèbres
21. Alerte sur la planète orange
22. Sur des charbons ardents
23. La Prisonnière de la tour bleue
24. L'Horrible Sorcière Vocifera
25. Le Grand Menteur
26. La Flèche sans douleur
27. Le Meilleur Cavalier de la ville
28. L'Adieu
29. La Magie des paroles
30. La Fausse Miranda
31. Le Côté obscur de Grizzly
32. Le Secret des cauchemars
33. Les pirates ont accosté
34. Le Sauvetage de Petit Ventre
35. Un anniversaire plein de surprises
36. Envoûté
37. Un nouvel ami à la maison
38. Des amis inséparables
39. Au revoir mon ami, au revoir
40. Incendie en vue
41. Après l'incendie
42. À nouveau réunis
43. L'Énigme de la planète
44. Un brin d'espoir
45. Une situation très délicate
46. La Grande Décision de Carmela
47. Une longue attente
48. Titre français inconnu
49. Titre français inconnu
50. Titre français inconnu
51. Titre français inconnu
52. Titre français inconnu

### Diffusion en France
Quelques épisodes de la première saison sont diffusés du 30 juin 2003 au 19 janvier 2005 sur TF1 dans TF! Jeunesse, ensuite Playhouse Disney commence à son tour à rediffuser la série.
La série est fréquemment rediffusée par câble et satellite sur TiJi. de 2009. en 2011, après le dernier épisode et la dernière diffusion sur TiJi, elle disparaît de la télévision française. Elle n'a plus été diffusée depuis 2011.